# Grendel (mytologie)

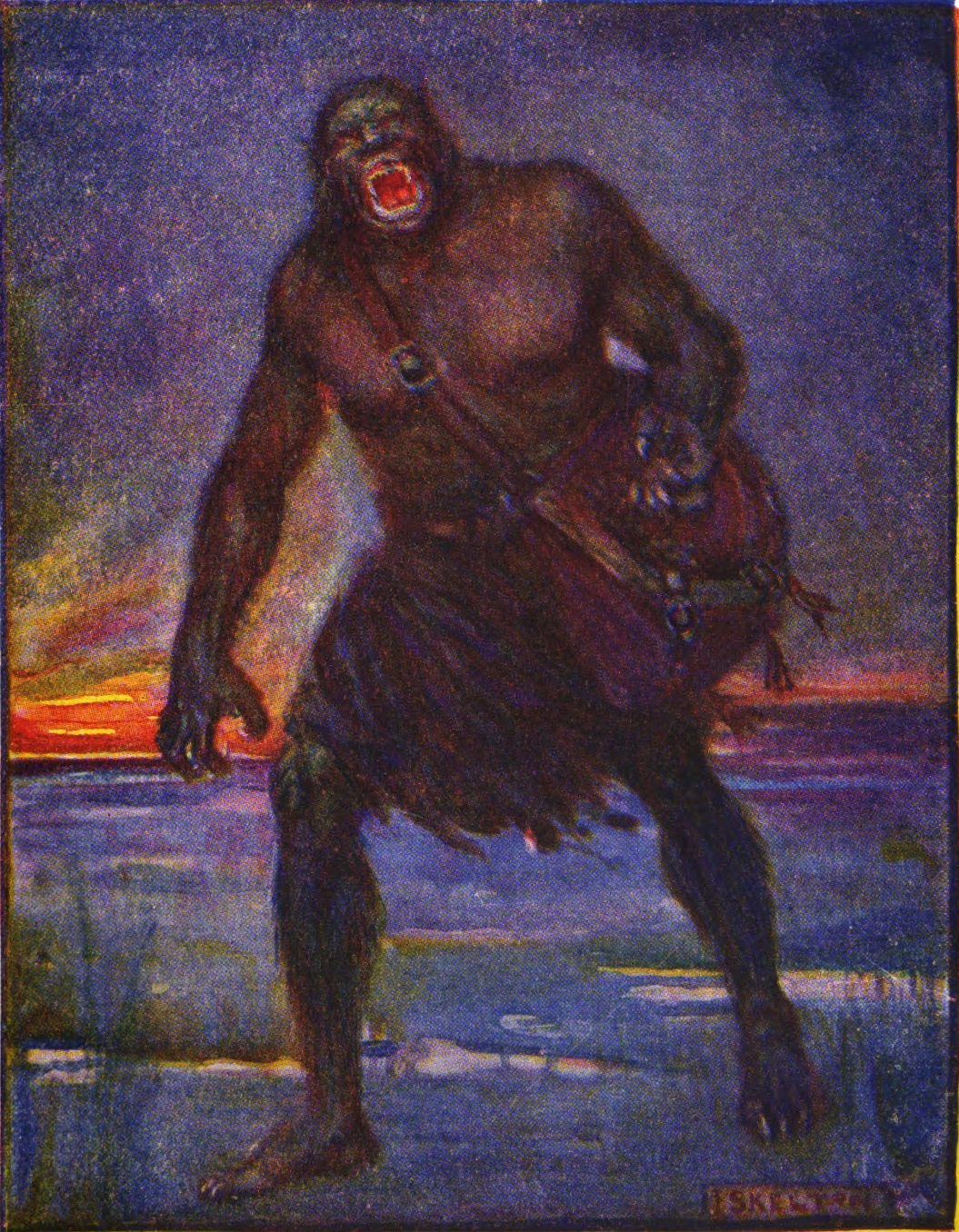
Podoba Grendela v představě malíře J. R. Skeltona

Grendel je mytologická příšera. Její nejslavnější vylíčení pochází z anglosaské epické básně Beowulf, která vznikla někdy před 11. stoletím a zachovala se díky zápisu v Nowellském rukopisu. Jde o jednoho ze tří protivníků hrdiny Beowulfa, s nimiž se v příběhu utká (druhým je Grendelova matka, třetím drak). Grendel je někdy označován za obra, avšak původní epos o jeho podobě říká velmi málo, většina zpodobení je pozdějších. V básni jsou všichni tři odpůrci Beowulfa označeni za potomky biblického Kaina. Beowulf v příběhu usekne Grendelovu paži, ten ze souboje následně uteče, ale utopí se v bažině. Když Beowulf přemůže i jeho matku, nalezne Grendelovo tělo a uřízne si z něj hlavu jako trofej. Postava velmi zajímala J. R. R. Tolkiena, který jí věnoval roku 1937 i teoretickou studii Beowulf, the Monsters and the Critics. Roku 1971 napsal John Gardner román s názvem Grendel, kde příběh z Beowulfa vypráví z pozice Grendela. V něm je Grendel vyděděncem společnosti, který nesdílí její hrdinské hodnoty a díky své izolaci se propracovává k hlubším existenciálním otázkám než tato společnost.